# Махов број
Махов број је однос брзине кретања тела и брзине простирања звука, изазваног поремећајем, услед кретања тога тела кроз флуид. Овај феномен, добио је назив према аустријском физичару и филозофу Ернсту Маху. Обележава се с {\displaystyle \ M}.
Махов број је уведен у аеродинамику, као параметар, у циљу идентификације утицаја стишљивости на карактеристике струјања ваздуха. Користи се и шире, као бездимензионална физичка величина, у гасодинамици.
Брзина простирања звука се скраћено назива брзина звука, обележава се са {\displaystyle \ c\,}. Једино је једнака нули у вакуумском простору (у вакууму).

## Дефиниција основе

### Брзина звука
Преношење звука је једино могуће кроз супстанцијалну средину. Позната је чињеница, да вакуумски простор не преноси звук, јер је за преношење механичких таласа потребна еластичност средине, коју за разлику од супстанцијалних средина вакуум не поседује. Тај простор је глув.
Посебно је интересантно изучавање карактеристика простирања звука кроз флуид и то кроз ваздух у атмосфери. Ваздух је стишљив флуид и релативно хомогена и изотропна средина, што омогућава да се поремећај једне честице преноси, у свим правцима подједнако, сферно на све суседне честице. Ради лакшег разумевања, треба замислити ту честицу ваздуха као тачкасти извор поремећаја. Тај тачкасти извор емитује инфинитезималне таласе притиска, који се шире сферично, око те тачке, брзином звука. Физикална слика те појаве се добија, посматрајући ширење таласа у мирној води око пецарошког пловка, који осцилује. Та аналогија слике је потпуна, ако се замисли да се посматра, пресечено сферично преношење поремећаја у ваздуху, с хоризонталном равни.
Површине замишљених сфера представљају дисконтинуитет притиска, изазваног поремећајем. Поремећај, с честице на суседну честицу се преноси брже ако је њихово међусобно растојање мање, јер је брзина таласа у датој средини константна. Када не би било тога растојања, међу честицама, брзина преноса поремећаја, односно брзина звука, би била бесконачно велика. Други крајњи случај је када би то међусобно растојање било бесконачно велико, простор би представљао вакуум, у коме је брзина звука једнака нули. Стварне вредности брзине звука се налазе између ових крајњих случајева. Мање растојање између честица значи њихов гушћи распоред у датом простору. То се своди на закључак, да брзина звука расте с повећањем густине ваздуха у датом простору, па и у атмосфери. Пошто је густина ваздуха у функцији од притиска и температуре и брзина звука је посредно у функцији од температуре и притиска. Та међусобна зависност, ових физичких величина, је стандардизована на међународном нивоу, у стандард атмосферу. У атмосфери, с висином опада брзина звука.
На пример, према стандард атмосфери, на висини H = 0 m, брзина звука је:
 = 340 m/s.
Та вредност се срачунава општом формулом и за нормално подручје температура ваздуха у атмосфери се поједностављује само на функцију од температуре. Заменом одговарајућих вредности моларне масе ваздуха (m) и константе R (универзалне гасне константе) добија се та вредност брзине звука:
Овај образац важи за идеалне гасове, али се условно примењује и на реалне, у које спада и ваздух.

### Бездимензијска анализа
За случај у аеродинамици, с претпоставком да коефицијенат аеродинамичке силе зависи од облика аеротела, његовог положаја у односу на струјање и од густине и притиска ваздуха, у општој функцији је:
{\displaystyle C_{F}=f\left(\rho ,v,l,p,\kappa ,\alpha ,\beta \right)}
Где су: κ облик аеротела, α нападни угао и β бочни угао.
Претходна функција се може развити у ред:
{\displaystyle C_{F}=\sum A\rho ^{x}{v}^{y}l^{z}p^{p}\kappa ^{q}\alpha ^{r}\beta ^{s}}
Применом бездимензијске анализе, мора се постићи идентичност димензија леве и десне стране једначине:
{\displaystyle Dim\left[C_{F}\right]\equiv Dim\left[\rho ^{x}v^{y}l^{z}p^{p}\right]}
Коефицијент аеродинамичке силе CF нема димензију, те и и однос величина на десној страни једначине мора бити без димензије. То значи, обе стране једначине су без димензије:
{\displaystyle Dim\left[C_{F}\right]=1\quad \Rightarrow \quad Dim\left[\rho ^{x}v^{y}l^{z}p^{p}\right]=1}
Из овога услова се одређују експоненти утицајних физичких величина, у претпостављеној функцији (x, y, z и p).
{\displaystyle Dim\left[C_{F}\right]=1\Rightarrow l^{0}m^{0}t^{0}\equiv \left(l^{-3}m\right)^{x}\left(l\,t^{-1}\right)^{y}l^{z}\left(l^{-1}m\,t^{-2}\right)^{p}\Rightarrow }
{\displaystyle l^{0}m^{0}t^{0}\equiv l^{-3x+y-2p+z}m^{x+p}t^{-y-2p}\Rightarrow 0=-3x+y-p+z;\ 0=x+p;\ 0=y+2p}
Заменом решења овог система једначина, добија се:
Пошто су ,  потпуно произвољне вредности и c²=/ρ произилази да је:
Професор Јакоб Акерет је овај однос брзине тела и брзине звука, којом се преноси изазвани поремећај у ваздуху, назвао Махов број у знак признања научном доприносу аустријског физичара Ернста Маха.
Ако се уведе ознака за Махов број M, функција за коефицијент аеродинамичке силе, за условно невискозни ваздух добија облик:
Претходна функција представља математичку потврду утицаја стишљивости ваздуха на аеродинамичке силе. Квантификација тога утицаја се изражава помоћу Маховог броја.

### Махови параметри
Професор Ернест Мах, физичар, је изучавао кретање зрна ватреног оружја, далеко пре појаве првих авиона. Добијени параметри, кроз његово повезивање брзине звука и брзине кретања зрна кроз ваздух, нису тада названи његовим именом. Касније је професор Јакоб Акерет, изучавајући и постављајући основе надзвучне аеродинамике, уочио неопходност повезивања брзине звука и брзине кретања тела кроз ваздух. За ту намену је преузео Махове параметре и назвао их по његовим имену.
Дате скице илуструју неке од примера струјања, а погодне су за анализу и закључке, о међусобној вези брзине звука и брзине тела.
- Пример а) је почетни, у коме тело, односно извор поремећаја мирује. Та скица помаже схватање ширења звука.
- Пример б) илуструје претицање брзине преноса звука у односу на мању брзину тела, односно на мању брзину кретања извора поремећаја.

- Пример ц) је случај изједначених брзина звука и поремећаја. Испред тачке изједначења обеју брзина, још увек је тишина.
- Трећа скица је у пример д). Кључна је за закључке и схватање Махових параметара. Код тога примера се извор поремећаја креће брже од простирања његовог сигнала. Може се усвојити да дати бројеви на скицама представљају време у секундама. Тада је извор поремећаја био у положају -3 (пре три секунде). За те три секунде се поремећај проширио по површини сфере, полупречника 3c, док је за то време извор поремећаја прешао пут од 3v. Тај однос пређених растојања је увек исти (c/v), за било које време. Том анализом се долази до закључка, да су све сфере ширења поремећаја, тангиране правим линијама. У бочној пројекцији, се добије слика правоуглог троугла, чија се величина линеарно повећава с временом. Налегла ордината, тога троугла, је тангента на сфере преношења поремећаја и она се назива Махова линија. Она заклапа угао ψ с вектором брзине, који се назива Махов угао. Супротна ордината троугла је брзина звука c, а хипотенуза му је брзина v, с којом се креће извор поремећаја (тачка, авион и др.). Површина, коју сачињава скуп Махових линија, као скуп изводница, се назива Махов конус. Угао Маховог конуса је исто Махов угао. Зона изван Маховог конуса је зона тишине, у њој нема информација о присуству тела.

Пресеком Маховог конуса с било с којом равни добија се граница подзвучног и надзвучног струјања, Махова линија, то јест ударни талас пресликан у правцу равни пресецања. То је илустровано на претпоследњој слици. По дефиницији, Махов број је однос брзине кретања тела и брзине простирања звука (брзине звука) кроз флуид (ваздух): Из троугла на слици десно, очигледна је релација:
{\displaystyle M={\frac {\ v}{\ c}}\quad \Rightarrow \quad \sin \psi \ ={\frac {\ c}{\ v}}\quad \Rightarrow \quad {\sin \psi \,}={\frac {1}{M}}}
Произилази да је Махов угао имагинаран за подзвучно струјање, пошто је у тој области:
{\displaystyle \sin \psi >1}, што је пример б), на скицама.
За струјање {\displaystyle \ v=\ c}, имамо {\displaystyle {\sin \psi }=1}, односно {\displaystyle {\psi }={\frac {\pi }{2}}}, што је пример ц), на скицама. Када је брзина тела већа од брзине звука, при кретању кроз ваздух, његове честице се сударе с телом пре него што стигне сигнал до њих о присуству истог. Тело, при кретању у тим условима, гура честице ваздуха с њихове путање. То ствара грубу принуду и међусобно померање честица ваздуха у струјном пољу, што се даље простире у облику таласа. Таласе граниче Махове линије. Испред и иза њих је различит притисак. Нормални ударни таласи постоје при локалној брзини струјања једнакој брзини звука. При локалној брзини струјања ваздуха већој од брзине звука, појављују се коси ударни таласи. Коси ударни таласи, прелазе у експанзионе ударне таласе, ако се локална брзина надзвучног струјања ваздуха смањи испод брзине звука.
Сагласно претходном, притисак код косог ударног таласа је већи иза Махове линије, а код експанзионог је већи испред. Ударни таласи се називају Махови таласи. Нормални ударни талас се дешава у тренутку постизања {\displaystyle \ v=\ c}. У томе тренутку, драстично скочи притисак, пропраћен снажном експлозијом. Та појава се народски (лаички) назива пробијање звучног зида. За ту појаву је везан интересантан феномен. У самом тренутку експлозије се не чује звук мотора и присуство авиона. Непосредно после експлозије, чује се пристигли звук мотора, а авион се визуелно уочава далеко испред правца појаве звука експлозије (илустрација на слици горе десно).
То је сасвим сагласно чињеници, да авион у самом тренутку експлозије има брзину лета једнаку брзини звука, а након тога, авион је престиже и лети испред свога звука (случај д)). Други феномен је да пилот не чује експлозију, при пробијању звучног зида свога авиона, пошто он бежи већом брзином лета од брзине ширења звука те експлозије. Звук експлозије заостаје иза авиона.
Критични Махов број је при коме се јавља први локални ударни талас, на телу при кретању с окозвучном брзином. Обележава се:

## Намена
Махови параметри значајно поједностављују схватање природе стишљивости, при струјању флуида. Основа свих Махових параметара је Махов број. Он једини има аналитички и експериментални значај у аеродинамици, при анализи утицаја стишљивости на карактеристике струјања. Наиме, Махов број је мера утицаја те стишљивости. Стишљивост има доминантан утицај на пораст отпора и на померање неутралне тачке у крозвучној и надзвучној области брзина.
Остали Махови параметри произилазе из Маховог броја и користе се за објашњење физикалности надзвучног струјања, за објашњење визуелизације тога струјања и за његово графичко представљање.

## Одређивање бројне вредности Маховог броја
За теоретско и експериментално истраживање струјања гаса, посебну улогу има његово протицање кроз цев. Одређивање Маховог броја у функцији површине попречног пресека цеви је основа компресибилног струјања гаса.
Одређивање бројних вредности Маховог броја, у струјном пољу око аеротела, може се реализовати прорачунским методама и мерењем. Мерење може бити у аеротунелу и у лету. У лету може бити у функцији испитивања и стандардно у функцији сталног информисања пилота о режиму лета авиона. Овај други случај је важнији и он је обрађен у овом поглављу.

### Аналитичко одређивање Маховог броја у струјном пољу у цеви
Анализа услова за постизање надзвучног струјања невискозног, стишљивог флуида у цеви се може извршити помоћу једначине континуитета или помоћу једначине енергије (Бернулијева једначина). Једначина континуитета, или једначина одржања масе има облик:
Брзина и Махов број су повезани по дефиницији и када се изврши замена, једначина континуитета добија облик:
Где је:
- {\displaystyle \ c={\sqrt {\gamma \,R\,T}}} — брзина звука
- {\displaystyle \ R\,} — гасна константа
- {\displaystyle \ \gamma \ ={\frac {c_{p}}{c_{v}}}}

Пошто је:
{\displaystyle \rho \,={\frac {p}{RT}}\quad \Rightarrow \quad {\dot {m}}=S{\sqrt {\frac {\gamma }{R}}}M{\frac {p}{\sqrt {T}}}}
За изентрописко струјање гаса је важећа једнакост:
{\displaystyle p=p_{t}{\left({\frac {T}{T_{t}}}\right)}^{\frac {\gamma }{\gamma -1}}\Rightarrow \quad {\dot {m}}={\frac {S\,p_{t}}{\sqrt {T_{t}}}}{\sqrt {\frac {\gamma }{R}}}M\left({\frac {T}{T_{t}}}\right)^{\frac {\gamma +1}{2\left(\gamma -1\right)}}}
Где је:
- {\displaystyle \ p_{t}\,} — тотални притисак
- {\displaystyle \ T_{t}\,} — тотална температура

За инзетропски процес у гасу важи релација:
{\displaystyle {\frac {T}{T_{t}}}=\left(1+0,5\left(\gamma \,-1\right)\,M^{2}\right)^{-1}\Rightarrow \quad {\dot {m}}=M\,S\,{\frac {p_{t}}{\sqrt {T}}}\,{\sqrt {\frac {\gamma }{R}}}\,\left[1+0,5\,\left(\gamma -1\right)\,M^{2}\right]^{-{\frac {\gamma +1}{\gamma -1}}}}
Ова једначина омогућава прорачун Маховог броја за било који невискозни, компресибилни гас, у било коме пресеку цеви познате површине.
Претходна општа једначина, за проток гаса, може се конкретизовати за проток одређене масе ваздуха и изгледа:
{\displaystyle {\frac {{\dot {G}}{\sqrt {\theta _{t}}}}{A\,\delta _{t}}}={\frac {q_{0}\,p_{0}}{\sqrt {T_{0}}}}\,{\sqrt {\frac {\gamma }{R}}}\,M\,\left(1+{\frac {\gamma -1}{2}}\,M^{2}\right)^{-{\frac {\gamma +1}{2\left(\gamma -1\right)}}}}
Где су:
- Индекс „0” се односи на ниво мора стандард атмосфере
- {\displaystyle \theta ={\frac {T}{T_{0}}}} — однос температура
- {\displaystyle \delta ={\frac {p}{p_{0}}}} — однос притисака

Ова једначина обезбеђује прорачун бројне вредности Маховог броја у сваком пресеку струјне цеви с ваздухом.
При надзвучном струјању је гранични случај, када је M = 1. Тада се добија најмања површина попречног пресека цеви. Са смањењем Маховог броја се повећава попречни пресек цеви, а исто тако и с повећањем од вредности M = 1. То је илустровано на слици (десно), а и поклапа се с објашњењем за млазнике аеротунела за велике брзине.

### Аналитичко одређивање Маховог броја у струјном пољу око аеротела
Брзине струјања ваздуха, пре и после линије ударног таласа се састоје из својих компонената:
{\displaystyle \mathbf {v_{1}} \left(u_{1};v\right)\quad \Rightarrow \quad \mathbf {v_{1}} ={\sqrt {{u_{1}}^{2}+{v}^{2}}}}
{\displaystyle \mathbf {v_{2}} \left(u_{2};v\right)\quad \Rightarrow \quad \mathbf {v_{2}} ={\sqrt {{u_{2}}^{2}+{v}^{2}}}}
Веза угла косог ударног таласа ψ и угла нагиба странице аеротела θ, с компонентама брзина је:
{\displaystyle \tan {\psi }={\frac {u_{1}}{v}}\Leftrightarrow \tan {\left(\psi -\theta \right)}={\frac {u_{2}}{v}}}
Елиминацијом компоненте v, из претходне једначине и користећи једначину континуитета добија се:
{\displaystyle {\frac {\tan {\left(\psi -\theta \right)}}{\tan {\psi }}}={\frac {u_{2}}{u_{1}}}={\frac {\rho _{1}}{\rho _{2}}}={\frac {\left(\gamma -1\right)\,{M_{1}}^{2}\sin ^{2}\psi +2}{\left(\gamma +1\right)\,{M_{1}}^{2}\,\sin ^{2}\psi }}}
Тригонометријска веза између θ, ψ и M1 је:
{\displaystyle \tan \theta =2\,\cot \psi \,{\frac {{M_{1}}^{2}\,sin^{2}\psi \,-1}{{M_{1}}^{2}\,\left(\gamma \,+\cos 2\psi \right)\,+2}}\quad \Rightarrow \quad }
{\displaystyle \quad \Rightarrow \quad \cot \theta =\tan \psi \,\left[{\frac {\left(\gamma +1\right)\,{M_{1}}^{2}}{2\,\left({M_{1}}^{2}\,\sin ^{2}\psi \,-1\right)}}\,-1\right]}
Користећи тригонометријску везу:
{\displaystyle \cot \psi =\tan \left({\frac {\pi }{2}}\,-2\right)\quad \Rightarrow \quad }добија се израз за одређивање бројне вредности Маховог броја око аеротела.
{\displaystyle M_{2}={\frac {1}{\sin \left(\psi -\theta \right)}}{\sqrt {\frac {\left(\gamma -1\right)\,{M_{1}}^{2}\,\sin ^{2}\psi +2}{2\,\gamma \,{M_{1}}^{2}\,\sin ^{2}\psi -\left(\gamma -1\right)}}}}
Веза између угла и Маховог броја, непоремећене струје, замењена у претходном изразу, даје могућност за прорачун параметара Маховог броја ваздушне струје у околини аеротела, за случај γ = 1,4:
{\displaystyle \sin \psi \,={\frac {1}{M_{1}}}\Rightarrow \quad M_{2}={\frac {1}{\sin \left(\psi -\theta \right)}}{\sqrt {\frac {0,4\,{M_{1}}^{2}\,\sin ^{2}\psi +2}{2,8\,{M_{1}}^{2}\,\sin ^{2}\psi -0,4}}}}
За гранични случај, када су брзина тела и звука изједначени, успоставља се нормални ударни талас. Заменом вредности за тај конкретан случај, добија се одговарајућа једначина за прорачун бројне вредности Маховог броја око аеротела, иза нормалног ударног таласа, за γ = 1,4:

### Мерење Маховог броја, за авион у лету
Систем за мерење Маховог броја лета авиона се састоји из Пито цеви (давача) и показивача бројне вредности. Показивач може бити инструмент, махметар и дигитални на екрану (дисплеју) за податке лета. Пито цев служи као давач укупног и статичког притиска. На основу којих се одреди Махов број и пренесе у кабину пилота, на показивач. На основу физикалности струјања је одређен алгоритам обраде измереног укупног и статичког притиска и прорачун Маховог броја лета.

Када је Пито цев у надзвучној ваздушној струји, испред ње се формира одвојени, чеони ударни талас. 
 Непосредно испред предњег отвора Пито цеви чеони ударни талас је ефекта нормалног таласа, иза кога је подзвучно струјање. Поље испред ударног таласа се може нумерисати са „1”, а иза са „2”. Оба струјања су изентропска, све до отвора, уласка у цев, који служи за мерење укупног притиска.
Задатак се своди на одређивање односа између укупног и статичког притиска непоремећене ваздушне струје. При нормалној загрејаности ваздуха је γ=1,4.
{\displaystyle {\frac {p_{t{_{2}}}}{p_{1}}}={\frac {p_{t{_{2}}}}{p_{1}}}\,{\frac {p_{2}}{p_{2}}}\quad \Rightarrow {\frac {p_{t_{2}}}{p_{2}}}={\frac {p_{t_{2}}}{p_{2}}}\,{\frac {p_{1}}{p_{2}}}\quad \Rightarrow {\frac {p_{t_{2}}}{p_{2}}}={\left(1+{\frac {\gamma -1}{2}}\,{M_{2}}^{2}\right)}^{\frac {\gamma }{\gamma -1}}\,}
Однос статичког притиска испред и иза нормалног ударног таласа је дефинисан с познатом релацијом:
Подаци, које Пито цев узима о нивоу укупног притиска и о статичком, непоремећене струје, су од интереса за прорачун Маховог броја испред и иза нормалног ударног таласа, по формули:
Из три опште, последње релације произилази веза Маховог броја лета и односа притиска:
Ово је једначина Рајлија енгл. Baron Rayleigh, за Пито цев. За вредност γ=1,4, за ваздух има изглед:
На основу измерених притисака pt и p1, на основу направљеног алгоритма се по овој формули срачуна Махов број лета, а добијени резултат се преноси на показивач у кабини пилота.